# Odezia meridionalis
Odezia meridionalis là một loài bướm đêm trong họ Geometridae.